# Tri-Cities (Waszyngton)

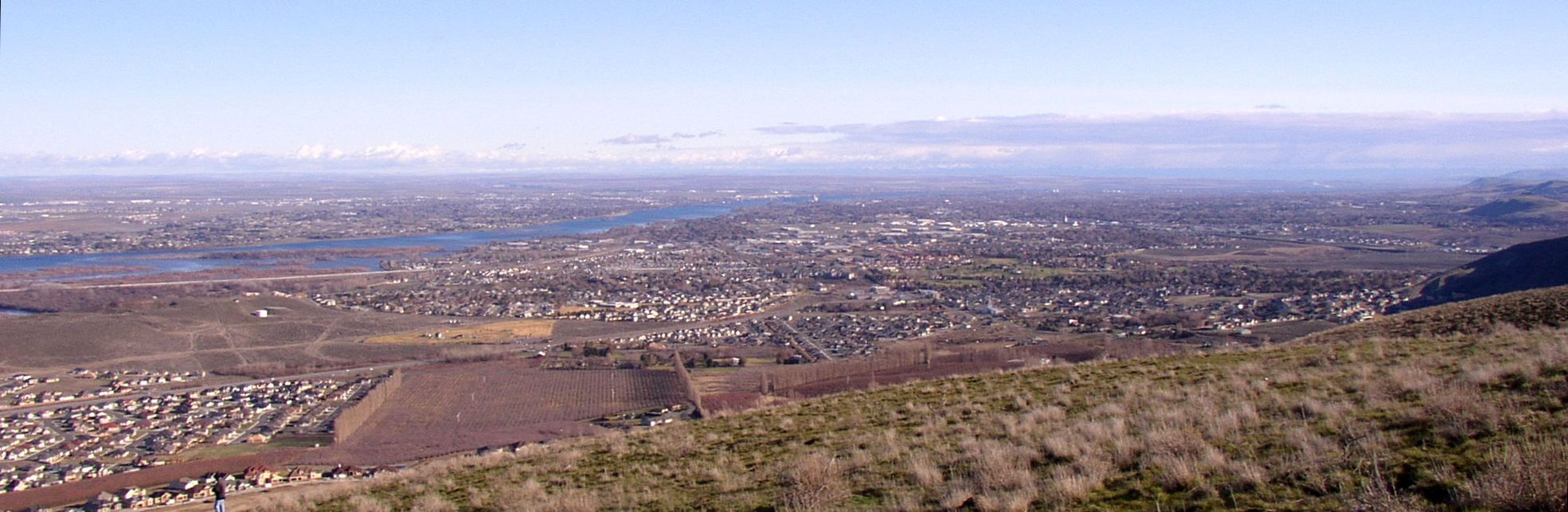
Richland, Pasco, Kennewick

Tri-Cities – aglomeracja miejska w Stanach Zjednoczonych, w stanie Waszyngton, w skład której wchodzą trzy miasta: Pasco, Kennewick i Richland. Liczy ponad 230 tys. mieszkańców, co plasuje ją na 188. miejscu pośród stref metropolitalnych USA.